# Under the Sky of Damascus
Under the Sky of Damascus ist ein Dokumentarfilm, der 2023 auf der Berlinale seine Weltpremiere feierte. Der Film thematisiert Sexismus und Gewalt an Frauen in Syrien heute.

## Inhalt
Der Alltag in Syrien wird nicht nur durch jahrelangen Bürgerkrieg, sondern auch durch Sexismus und Gewalt gegen Frauen geprägt. Das Thema wird verschwiegen, tabuisiert, und Belästigung scheint ein alltäglicher Ausdruck von Autorität zu sein. Selbst extreme Gewalt wird selten gemeldet. 
In Damaskus will eine Gruppe junger Schauspielerinnen ein Theaterstück zu kreieren, das die Tabus bricht. Sie wollen die bewegenden anonymen Aussagen unzähliger Frauen dazu nutzen, doch ihr Projekt droht immer wieder an der durch und durch misogynen Gesellschaft zu scheitern.

## Produktion
Das syrische Duo Talal Derki und Heba Khaled führte Regie aus der Ferne ihres Berliner Exils zusammen mit dem syrischen Regisseur Ali Wajeeh vor Ort.